# ダイアン・ベイカー
ダイアン・ベイカー（Diane Carol Baker, 1938年2月25日 - ）は、アメリカ合衆国の女優、映画プロデューサー。
ハリウッド出身。18歳でニューヨークに出て、演劇とバレエを学ぶ。卒業後、20世紀フォックスと契約し、映画『アンネの日記』でアンネ・フランクの姉マルゴット・フランク役で女優デビューした。その後『マーニー』など、主にサスペンス映画のヒロインを多く演じたほか、テレビドラマ『Dr.HOUSE』では、主人公グレゴリー・ハウス医師の母親を演じた。
近年は映画プロデューサーとしても活躍している。

## 主な出演作品
- アンネの日記 The Diary of Anne Frank (1959)
- 大都会の女たち The Best of Everything (1959)
- 地底探検 Journey to the Center of the Earth (1959)
- 青年 Hemingway's Adventures of a Young Man (1962)
- スパルタ総攻撃 The 300 Spartans (1962)
- 暗殺5時12分 Nine Hours to Rama (1963)
- 逆転 The Prize (1963)
- 愛の勝利 Stolen Hours (1963)
- 血だらけの惨劇 Strait-Jacket (1964)
- シェラ・デ・コブレの幽霊 The Ghost of Sierra de Cobre: The Haunted (1964) テレビ映画
- マーニー Marnie (1964)
- 蜃気楼 Mirage (1965)
- 逃亡者 The Fugitive (1967) テレビドラマ
- 赤いリボンに乾杯! The Horse in the Gray Flannel Suit (1968)
- ジャワの東 Krakatoa: East of Java (1969)
- 刑事コロンボ/さらば提督 Last Salute to the Commodore (1976) テレビドラマ
- 刑事コジャック Kojak (1977) テレビドラマ
- 緊迫のコックピット/ザ・パイロット The Pilot (1980)
- 引き裂かれた祖国/ブルー&グレイ The Blue and the Gray (1983) テレビ映画
- ジェシカおばさんの事件簿 Murder, She Wrote (1987-1992) テレビドラマ
- 羊たちの沈黙 The Silence of the Lambs (1990)
- ホーンテッド・ハウス The Haunted (1991)
- 風と共に去る20ドル!? Twenty Bucks (1993)
- ジョイ・ラック・クラブ The Joy Luck Club (1993)
- ザ・インターネット The Net (1995)
- ケーブルガイ The Cable Guy (1996)
- 戦火の勇気 Courage under Fire (1996)
- ホワイトハウスの陰謀 Murder At 1600 (1997)
- 戦場のジャーナリスト Harrison's Flowers (2001)
- みんなのうた A Mighty Wind (2003)
- ロスト・キングダム/スルタンの暦 The Keeper: The Legend of Omar Khayyam (2005)
- Dr.HOUSE House (2005-2012) テレビドラマ
- 私が愛したヘミングウェイ Hemingway & Gellhorn (2012) テレビ映画